# Malcolm Baldrige
Howard Malcolm „Mac“ Baldrige, Jr. (4. října 1922 – 25. července 1987) byl americký politik. Pracoval jako ministr obchodu USA od roku 1981 až do své smrti roku 1987.

## Začátek kariéry
Malcolm Baldrige, Jr. se narodil ve městě Omaha v americkém státě Nebraska. Jeho otec byl kongresmanem. Malcolm navštěvoval The Hotchkiss School a poté Yale University, kde v roce 1944 zakončil studium bakalářským titulem. Na Yale byl členem klubu Delta Kappa Epsilon. Po dostudování škol započal Malcolme Baldrige v roce 1947 svoji pracovní kariéru ve zpracovatelském průmyslu. Nastoupil do firmy, která se zabývala zpracováním železa do slévárny, ale protože jeho ambice sahaly výš, již v roce 1960 se vypracoval až do předsednictví společnosti. Jeho kariérní růst však přerušila druhá světová válka a Malcolme narukoval. Před vstupem do kabinetu byl již Baldrige předseda představenstva a generální ředitel společnosti Scovill. Inc. V roce 1951 se Malcolm oženil a měl se svojí manželkou dvě dcery.

## Ministr obchodu
V roce 1980 byl Baldrige nominován prezidentem Ronaldem Reaganem na post ministra obchodu a 22. ledna roku 1981 ho senát Spojených států jmenoval ministrem. Během svého funkčního období hrál Baldrige hlavní roli ve vývoji a řízení mezinárodního obchodu. Řešil obtížný transfer technologií mezi USA, Čínou a Indií. Malcolme Baldrige byl také jeden z prvních politiků USA, který vedl dlouholetá jednání se Sovětským svazem, aby připravil půdu pro zvýšení přístupu amerických firem na Sovětské trhy. Malcolme Baldrige se za dobu svého působení stal jedním ze světově nejuznávanějších politiků.
Malcolme Baldrige byl také prezidentem Ronaldem Reaganem jmenován na post Cabinet-level Trade Strike Force, aby dohlédl na nekalé obchodní praktiky a navrhl řešení jak těmto praktikám předejít a zamezit je. Byl také lídrem reformy národních antimonopolních zákonů. Baldrigovi ceny manažerské excelence[ujasnit] vedly k dlouhodobému zlepšení hospodárnosti, výkonnosti a efektivity ve vládě. V rámci resortu mezinárodního obchodu dokázal Baldrige snížit celkový rozpočet o více než 30 % a také snížil počet administrativních pracovníků o 25 %.
V roce 1984 bylo americkým ministerstvem obchodu vydáno dílo pod názvem: „How Plain English Works for Business, Twelve Case Studies“. V něm bylo dvanáct kapitol, kdy každá zahrnovala jistou případovou studii. Cílem tohoto díla bylo to, aby byly případy rozepsány co nejjednodušší (v tzv. plain english) a pochopil je tak každý čtenář, bez ohledu na to, zdali rozumí právním formulacím a byrokratické hantýrce.

## Odkaz Malcolma Baldrige
Baldrige pracoval během svého dětství na ranči a získal několik ocenění jako profesionál se zacházením s lanem v rodeo kruhu. V roce 1980 se stal
profesionální rodeo mužem roku a v roce 1999 byla jeho podobizna vystavena v národní kovbojské hale slávy v Oklahomě. Tato adrenalinová záliba,
která se mu dostávala v rodeo kruhu, se mu také stala osudnou. Malcolme Baldrige zemřel 25. července 1987 v severní Kalifornii. Podlehl vnitřním
zraněním, která utrpěl při pádu z koně, když se pokoušel chytit běžící tele do lasa.
Doba, kterou Malcolme Baldrige strávil v úřadu ministra obchodu, byla jedna z nejdelších v historii USA. Baldrige byl zastáncem toho, že řízení kvality je klíčem k prosperitě a dlouhodobé stabilitě země. Osobně se podílel na tom, aby vznikl zákon o zvyšování kvality (Quality Improvement Act). Na počest skutků Malcolma Baldrige jmenoval americký Kongres výroční cenu za kvalitu výrobků právě po tomto úspěšném ministrovi - Malcolm Baldrige National Quality Award. První cena byla udělena již rok po jeho smrti, v to roce 1988.

## Model Malcolma Baldrige
Model Malcolma Baldrige umožňuje organizacím dosáhnout svých cílů, zlepšit jejich výsledky a zajistit to, aby se staly konkurenceschopnější
na trhu. Rámec, který model Malcolma Baldrige definuje, pomáhá firmám spravovat všechny sektory v organizaci jako jednotný celek. Tím pádem jsou plány, procesy, opatření a akce konzistentní. Stavebním kamenem tohoto systému jsou kritéria pro tzv. Performance Excellence, který obsahuje základní hodnoty, koncepty a pokyny pro bodování. Kritéria tohoto modelu jsou zaměřena především na potřeby zákazníků a jejich spokojenost.
Tato metoda je založena na řízeném rozhovoru se skupinami pracovníků podniku – jde tedy spíše o diskuzi nad jednotlivými oblastmi činnosti podniku, které mají přímou souvislost se vztahem k zákazníkovi. V ideálním případě by tento rozhovor měl proběhnout s každým zaměstnancem bez ohledu na jeho zařazení v rámci organizační struktury. Model zahrnuje sedm následujících kategorií a to:
1. Vedení podniku (Leadership)
2. Strategické plánování (Strategic Planning)
3. Orientace na trh a zákazníky (Customer and Market Force)
4. Hodnocení a analýza (Measurement, Analysis and Knowledge Management)
5. Orientace na lidské zdroje (Workforce)
6. Řízení procesů (Process Management)
7. Výsledky podnikání (Business Results)